# Dasymys rwandae
Dasymys rwandae is een knaagdier uit het geslacht Dasymys dat voorkomt in de Virunga-vulkanen van Rwanda, waar deze soort ook naar genoemd is. Het is een relatief kleine soort, die genetisch het meest lijkt op D. alleni en D. medius uit Tanzania. Naast deze genetische gegevens bevestigden ook morfometrische gegevens dat D. rwandae een aparte soort was. Een andere morfometrische studie rekende exemplaren uit de Virunga-vulkanen echter tot D. medius.